# Iva Ciglar
Iva Ciglar, née le 12 décembre 1985 à Slavonski Brod, dans l'ex-République socialiste de Croatie, est une joueuse croate de basket-ball. Elle évolue au poste de meneuse.

## Biographie
Engagée par le club français de Perpignan en LFB, elle déçoit un peu (7,1 points, 4,2 passes décisives et 2,8 rebonds de moyenne en championnat) et n'est pas conservée une seconde saison.